# Port lotniczy Guasdualito
Aeropuerto de Guasdualito – port lotniczy zlokalizowany w mieście Guasdualito w Wenezueli.